# Paula Vázquez Picallo
Paula Vázquez Picallo (Ferrol, 26 de novembre de 1974) és una presentadora de televisió, actriu i model gallega. Als 11 anys es trasllada a Barcelona, on comença la seva carrera com a model.

## Trajectòria televisiva
Paula Vázquez té una llarga trajectòria com a presentadora de televisió. Es va donar a conèixer al programa Un, dos, tres... Responda otra vez en el qual va treballar com a hostessa. També ha fet petits treballs com a actriu. Paula va iniciar presentant una nova etapa en #0 de Movistar.

### Hostessa
- Un, dos, tres... Responda otra vez (1993-1994), TVE

### Presentadora
- No te olvides el cepillo de dientes (1995), Antena 3
- El rastrillo (1995), Antena 3
- Gala Que no decaiga la fiesta (1996), Antena 3
- Gala TP de Oro (1996), Antena 3
- Sonrisas de España (1996), Antena 3
- La parodia nacional (1996), Antena 3
- Mira quien viene esta noche (1997), Antena 3
- Inocente, inocente (1997), Telecinco
- Gala de la Hispanidad 1998 (1998), Telecinco
- Fort Boyard (2001), Telecinco
- El juego del Euromillón (1998-2001), Telecinco
- Gran Hermano (2002), Telecinco
- Mira tú por donde (2002), Antena 3
- El gran Test (2002), Antena 3
- Xti (2003), Antena 3
- La isla de los famosos (2003-2005)
- ¿Cantas o qué? (2003), Antena 3
- Misión Eurovisión (2007), TVE
- Fama, ¡a bailar! (2008), Cuatro
- Fama School (2008), Cuatro
- Pekín Express (2008), Cuatro
- El número uno (2012-), Antena 3
- Te lo mereces (2012), Antena 3
- Fama a bailar (2008-2011) (2018)
- El Puente (2017-2018)

### Actriu
- Canguros (1996), Antena 3
- Divinos (2006), Antena 3

## Premis i nominacions
- 1998: Nominada al TP d'Or, com a millor presentadora per El juego del Euromillón[4]
- 1999: Nominada al TP d'Or, com a millor presentadora per El juego del Euromillón[4]
- 2000: Nominada al TP d'Or, com a millor presentadora per El juego del Euromillón[4]
- 2001: Gallega del mes d'abril per El Correo Gallego[5]
- 2003: Premi Estilo de la revista Elle a la millor comunicadora[6]
- 2004: Antena d'Or en la categoria de Televisió, per La isla de los famosos[4]
- 2005: Micròfon d'Or[6]
- 2005: La més buscada a internet, per Lycos[7]
- 2009: Camaleó d'honor especial de televisión al 10è Festival de Cinema i Televisió d'Islantilla[8]